# Torre di Elahbel

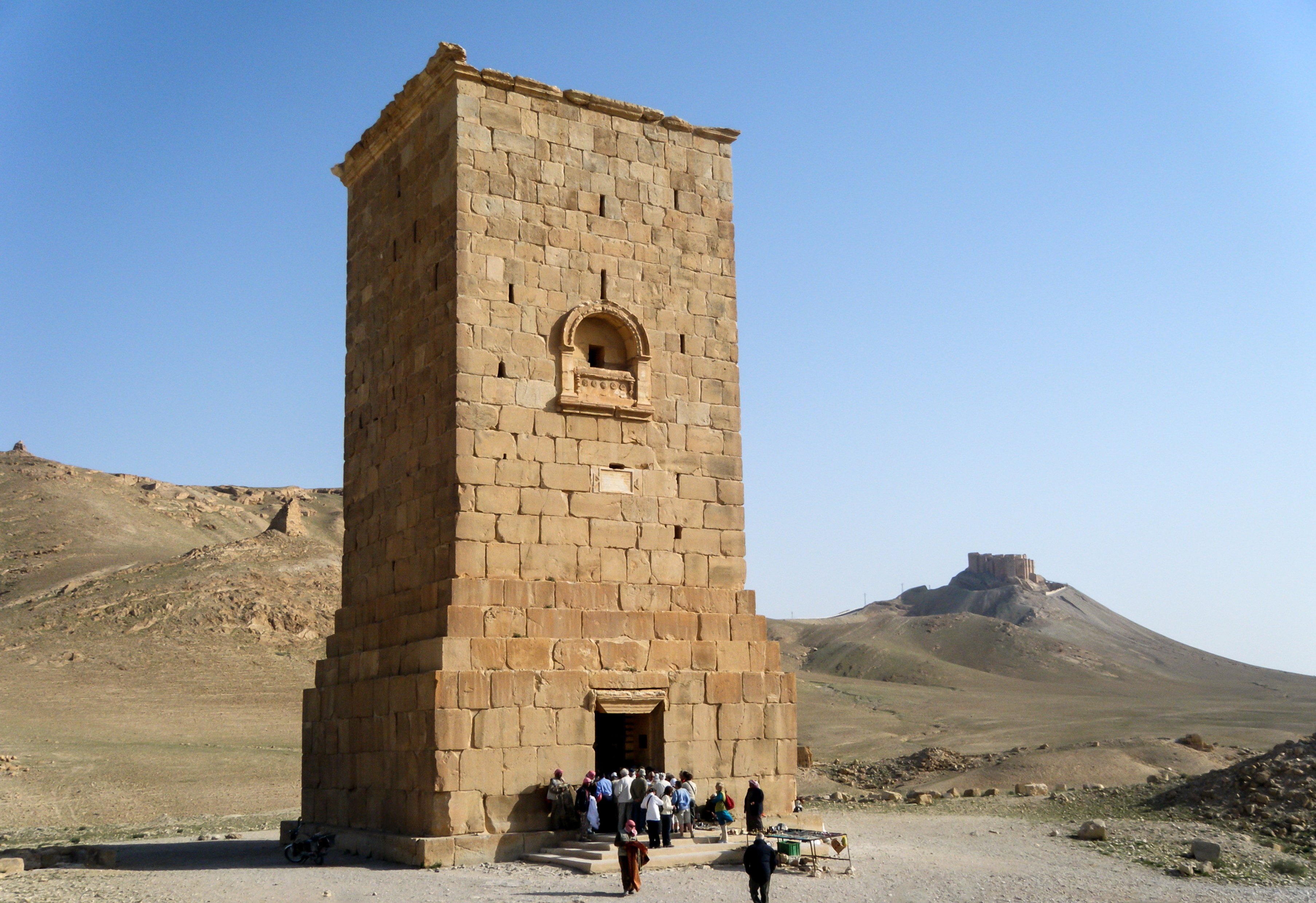
La Torre di Elahbel nel 2010.

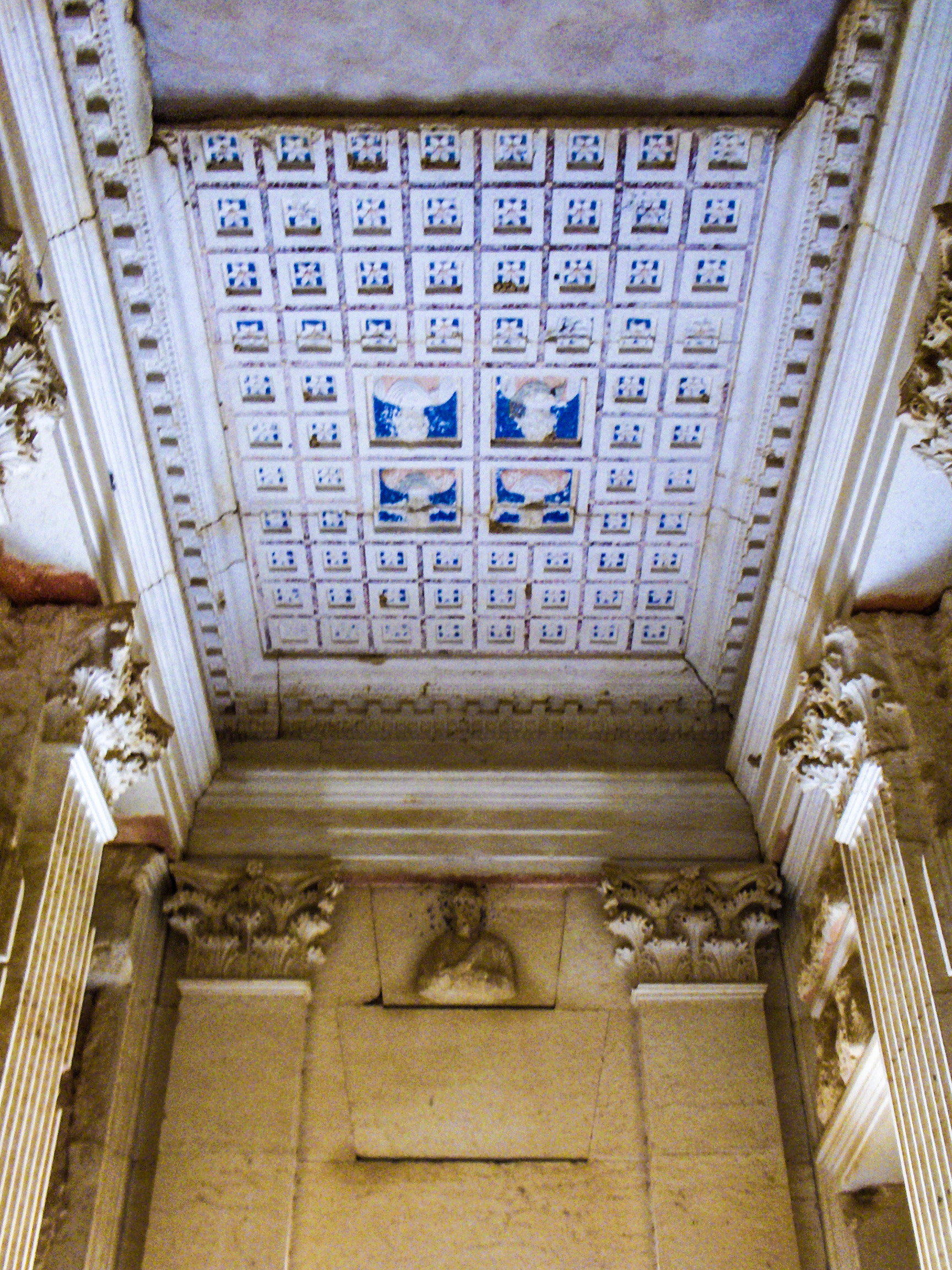
L'interno della torre nel 2010.

La Torre di Elahbel era una tomba a quattro piani realizzata in arenaria vicino all'antica città di Palmira, in un'area nota come Valle delle Tombe. La torre fu realizzata nell'anno 103 e fu distrutta dallo Stato Islamico, insieme ad altri monumenti funerari, nel 2015 utilizzando ordigni esplosivi.
Questo edificio era una delle costruzioni funerarie a più piani facenti parte di una necropoli a poche centinaia di metri fuori dalle mura di Palmira, ai piedi della collina Umm al-Bilqis, a circa 500 metri dalle simili torri di Iamblichus risalenti all'anno 83 d.C. la Torre di Elahbel su completata nel 103 dall'aristocratico Marcus Ulpius Elahbelus e dai suoi tre fratelli, Manai, Shakaiei e Malku; questi erano tutti figli di Manai Elahbel. Si pensa che Marcus Ulpius Elahbelus divenne cittadino romano sotto l'impero di Traiano, e per tale motivo condivideva parti del suo nome con quello dell'imperatore (Marcus Ulpius Traianus).

## Architettura

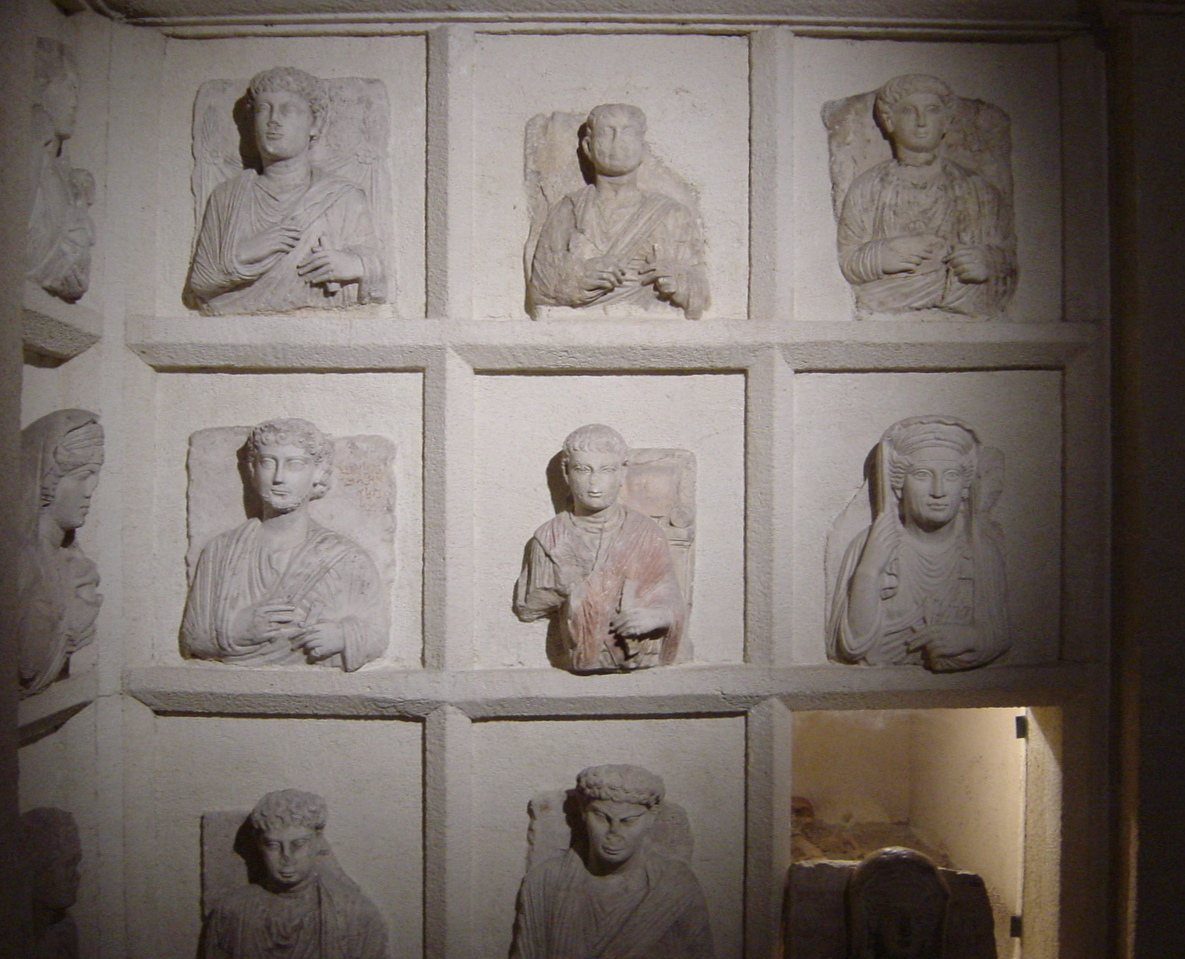
Un esempio dei loculi utilizzati nella necropoli di Palmira, conservati presso i musei archeologici di Istanbul.

La Torre di Elahbel era una torre di quattro piani, a base approssimativamente quadrata, costituita da grandi blocchi di arenaria. Il piano terra era leggermente più grande, andando a restringersi salendo verso i piani superiori.
Era presente un'unica porta sul lato meridionale del piano terra. A sovrastare l'ingresso si trovavano un'iscrizione e una nicchia sormontata da un arco a tutto sesto, simile a un piccolo balcone, con finestra.
All'interno gli ambienti erano decorati con pilastri corinzi e soffitti a cassettoni. La torre era suddivisa in loculi che andavano ad accogliere i sarcofagi dei defunti di Palmira; ogni cella era sigillata con un'immagine intagliata e dipinta, raffigurante il defunto.
La torre fu parzialmente ricostruita dopo la visita dell'archeologa Gertrude Bell nel 1900, rendendo accessibili la camera superiore e il tetto della torre tramite una scala.

## Storia

### Costruzione

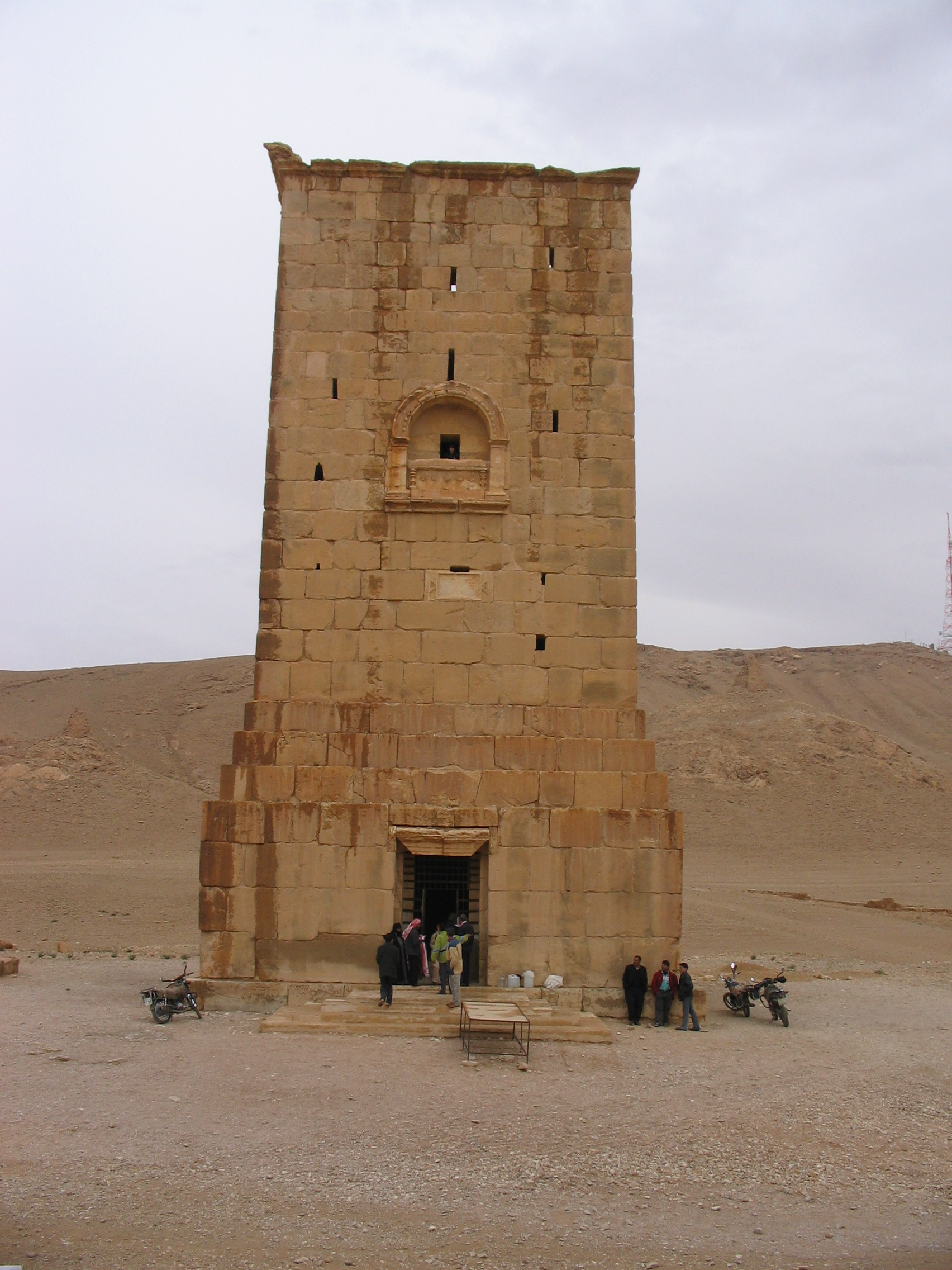
La Torre di Elahbel.

La torre è stata completata nell'anno 103 da Marco Ulpio Elahbelus un aristocratico di Palmyra e dai suoi tre fratelli Manai, Shakaiei e Malku (che è figlio di Manai Elahbel). Si pensa che Marco Ulpio Elahbelus sia diventato un cittadino romano durante il regno dell'imperatore Traiano, il che spiega la presenza degli elementi del nome dell'imperatore nel suo nome (Marco Ulpio Traiano). La Torre di Elahbel viene scoperta grazie ad un'inscrizione al Tempio di Nabu di Palmyra.

### Sito archeologico

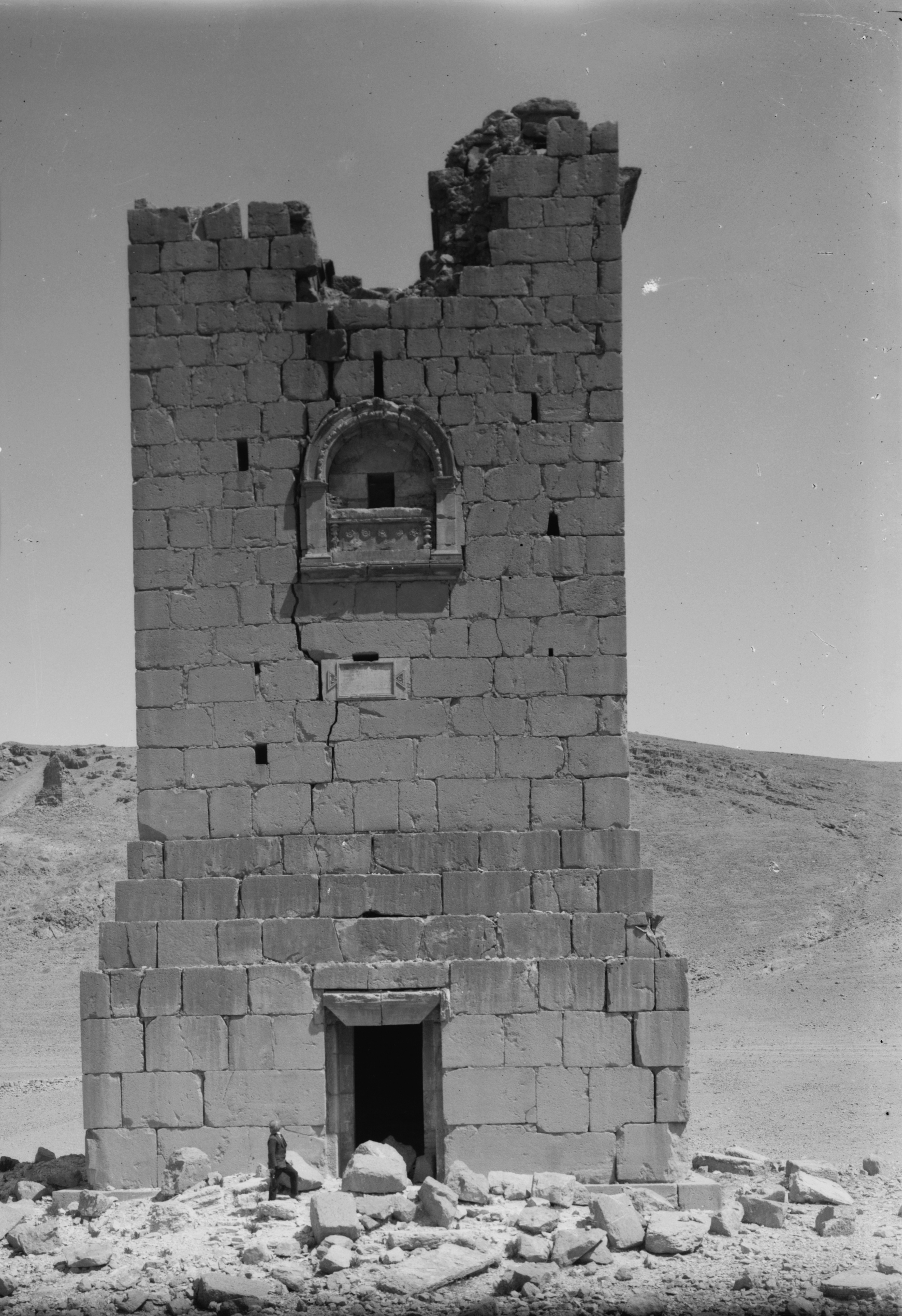
La torre nel 1920.

La torre fu parzialmente ricostruita dopo la visita dell'archeologa Gertrude Bell nel 1900, rendendo accessibili la camera superiore e il tetto della torre tramite una scala.

### Distruzione

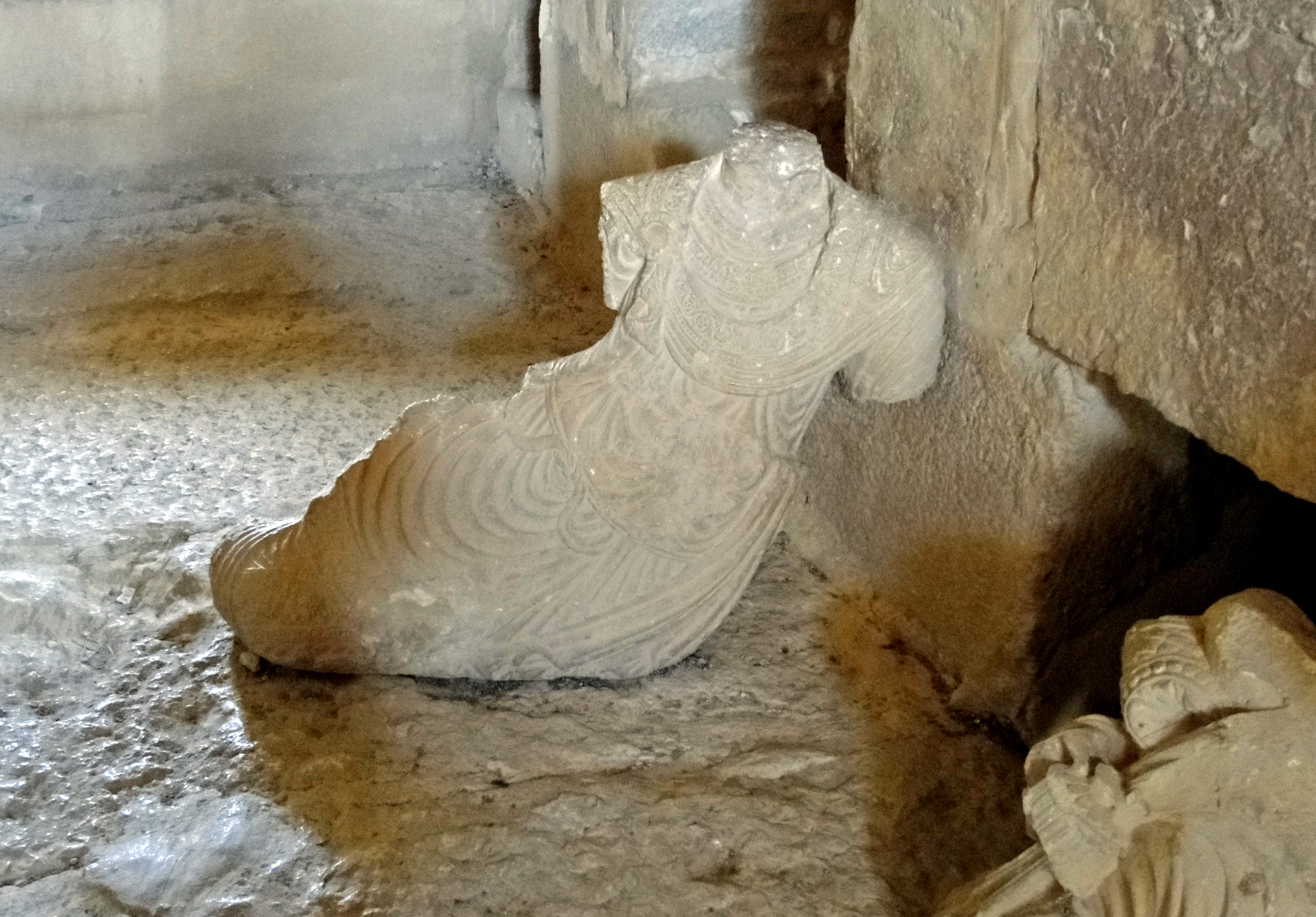
Una statua della torre nel 2010.

L'antica Palmyra, tra cui la torre, è stata catturata dallo Stato Islamico nel maggio 2015. Alcune sculture e tombe sono state preventivamente spostate per sicurezza; altre erano già state custodite da alcuni musei. Dopo che lo Stato Islamico ha distrutto parte del tempio di Bel Baalshamin, la Torre di Elahbel e molte altre meno conservate torri funerarie tra cui la Torre di Giamblico sono fatto saltare in aria ad agosto 2015.